# 大花蚤科
大花蚤科（Ripiphoridae，早前拼法 Rhipiphoridae 為誤拼）是鞘翅目下的一科，英文俗名為「wedge-shaped beetles」，指稱其體態為楔形。大花蚤科是鞘翅目裡特別的成員，他們通常是過變態擬寄生性昆蟲，這點和芫菁科相同。大花蚤科的寄主隨不同的亞科而異但宿主通常是蜜蜂或胡蜂，但有些則會選擇蜚蠊和甲蟲當作宿主。

## 物種描述
本科成員的形態相當複雜，有的類群類似大型的花蚤，有的則像膜翅目昆蟲，也有的自成一格。大體而言，本科成員頭小胸大、觸角成櫛角或扇狀、翅鞘短、足修長。其下的屬有Allocinops、Rhipistena 和 Sharpides等等。

## 分類學
本科傳統上分類為 6 個亞科，然而近年鞘翅學者們普遍引用 Falin 在 2003 年未正式出版的博士論文中的五個亞科及其屬級分類系統。在親緣譜系方面，有些人認為其與芫菁科接近，有些則認為是花蚤科的近親，分子系統發育研究則偏向支持本類群與花蚤科的近緣，並闡明大花蚤在擬步總科的基群位置 。

## 生態學
以膜翅目昆蟲為宿主的物種通常會將卵產在花上。初生的幼蟲會立即變成活動力強的闖蚴 （planidium）以等待宿主的造訪，宿主蜜蜂造訪時，闖蚴會附著在蜜蜂身上並隨著它回到巢中，接著在巢中離開蜜蜂並尋找一個被宿主幼蟲佔據的育幼室，闖蚴隨即進入宿主幼蟲的軀體，改變自己的外皮和形狀並保持休眠狀態，宿主幼蟲化蛹後他們甦醒並開始進食，吃掉整個宿主的蛹，接著完成變態的過程並從宿主的巢中離開並交配、產卵。

## 古生物學
已知的大花蚤化石物種相當稀少，多數為新生代的琥珀化石紀錄，中生代的化石紀錄包含了在中白堊紀的法國琥珀發現的 Paleoripiphorus deploegi  、Macrosiagon ebboi ，在下白堊紀的緬甸琥珀中發現的 Cretaceoripidius burmiticus 和 Flabellotoma heidiae ，以及疑似 Paleoripiphorus deploegi 的物種。
目前本科已知最古老的化石紀錄則是來自內蒙古自治區的媧皇始源大花蚤，可追溯至約1.65 億年前的侏儸紀時期，從其形態學和古昆蟲學研究，研究人員推測本種可能已建立與朽木棲甲蟲的寄生關係。

## 其他圖像

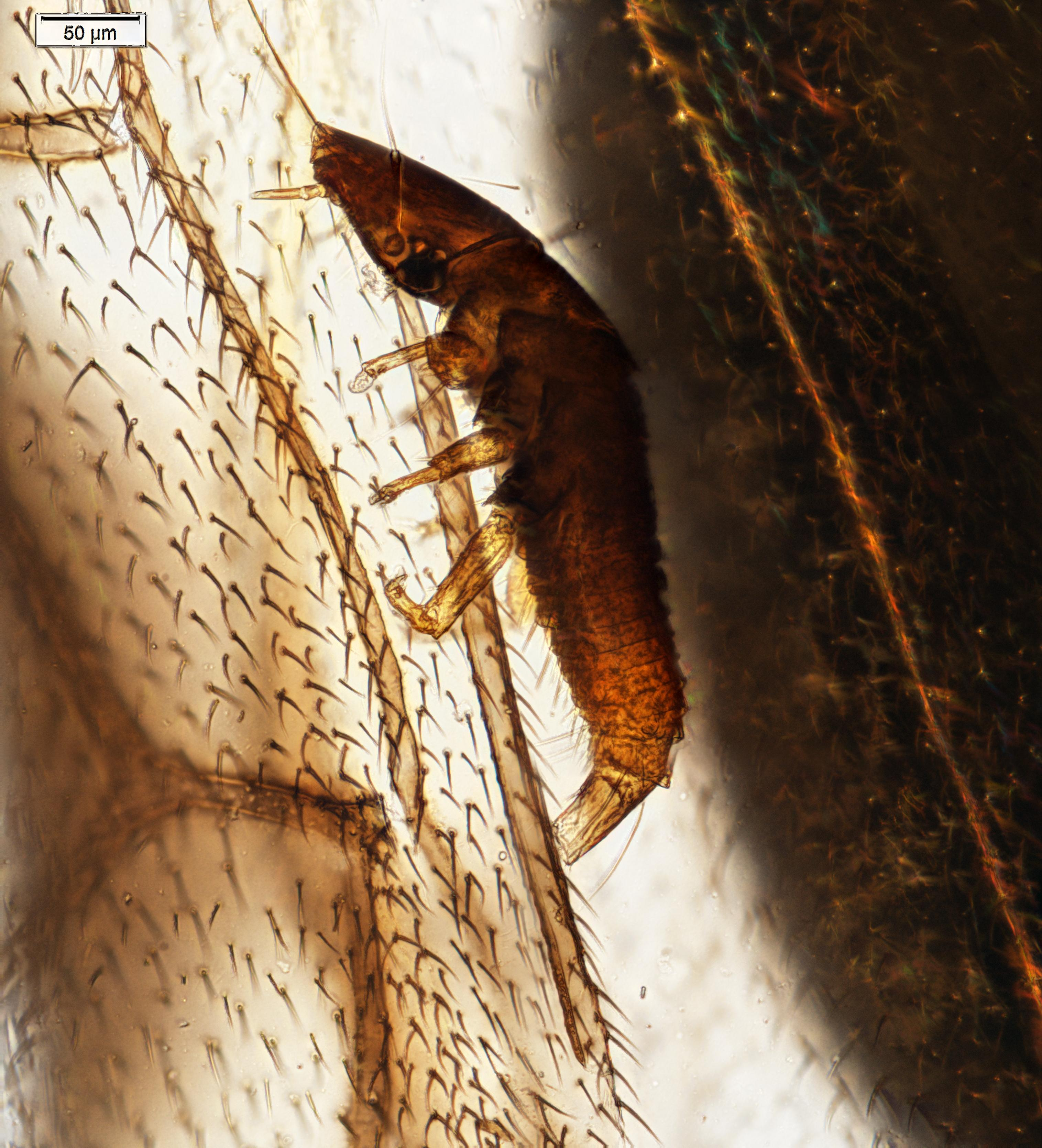
附著於小繭蜂翅膀上的大花蚤三爪幼蟲
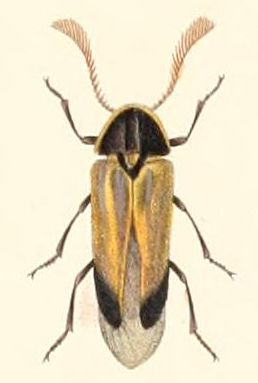
Amydetes praeusta，可見其櫛狀觸角，軀體成楔狀，且鞘翅較短。